# 田代三千稔
田代 三千稔（たしろ みちとし、1898年7月10日 - 1984年2月4日）は、日本の英文学者、翻訳家、ラフカディオ・ハーン研究家。

## 略歴
福岡県出身。旧制福岡県立東筑中学校、旧制第五高等学校を経て、1924年に東京帝国大学文学部英文学科を卒業。法政大学、日本大学、横浜市立大学、鶴見女子大学（のち鶴見大学）で教授を歴任した。
兄は実業家の田代茂樹。長女は画家の志村節子。二男は三井物産元代表取締役副社長の田代淳。

## 著書
- 『自由解放の詩人 バイロン』（水谷書房） 1946
- 『アメリカ近代作家論』（水谷書房） 1947
- 『愛と孤独と漂泊と 小泉八雲』（月曜書房、伝記選書） 1948
- 『アメリカ技術史』（菅井準一共著、天然社） 1949
- 『概観イギリス文学史』（南雲堂） 1954
- 『イギリス名作物語』（研究社出版） 1956
- 『アメリカの作家たち / ハーンの世界』（英宝社） 1981

## 翻訳
- 『日本の面影』（ラフカディオ・ハーン、愛宕書房） 1943、のち角川文庫 1958、復刊 1989
- 『アメリカ技術文化史』（ロジャー・バーリンゲイム、文松堂） 1944
- 『風は知らない』（リチャード・メーソン、佐々木峻共訳、英宝社） 1949
- 『妻のために』（トマス・ハーディ、英宝社） 1950
- 『スケッチ・ブック』（アーヴィング、日本評論社） 1950
- 『世界戦線を往く』（ジヨン・ドス・パソス、早川書房） 1951
- 『ハーディ傑作選 第1 妻ゆえに』（英宝社） 1951
- 『ハーディ傑作選 第2 幻を追う女 / アリシアの日記』（英宝社） 1951 
  - 『アリシアの日記』『幻を追う女』（角川文庫） 1959 - 1960
- 『シェイクスピア物語 対訳ラム姉弟（チャールズ・ラム、メアリー・ラム）』（萩原文彦共訳注、南雲堂、フイニックス・ライブラリー） 1952
- 『奇談・怪談 対訳ハーン1』（南雲堂、フイニツクス・ライブラリー） 1952、のち新版
- 『日本印象記 対訳ハーン2』（南雲堂、フイニックス・ライブラリー） 1952、のち新版
- 『文学論 対訳ハーン3』（南雲堂、フイニツクス・ライブラリー） 1958、のち新版
- 『スリーピー・ホロウの伝説 対訳アーヴィング』（南雲堂、フイニツクス・ライブラリー） 1954
- 『怪談・奇談』（ラフカディオ・ハーン、角川文庫） 1956、改版 1988ほか
- 『続 怪談・奇談』（ラフカディオ・ハーン、角川文庫） 1979